# 55875 Hirohatagaoka
55875 Hirohatagaoka este un asteroid din centura principală de asteroizi.

## Descriere
55875 Hirohatagaoka este un asteroid din centura principală de asteroizi. A fost descoperit pe 1 noiembrie 1997 la Hadano de Atsuo Asami. Asteroidul prezintă o orbită caracterizată de o semiaxă mare de 2,60 ua, o excentricitate de 0,21 și o înclinație de 5,9° în raport cu ecliptica.